# Новгород-Сіверський район (1923—2020)
Но́вгород-Сі́верський район — колишній район, який був розташований на північному сході Чернігівської області України з адміністративним центром у місті Новгород-Сіверський (місто обласного значення, до складу району не входило), існував протягом 1923—2020 років і був ліквідований під час Адміністративно-територіальної реформи в Україні.

## Загальні відомості
Межував з колишніми Коропським, Сосницьким, Корюківським, Семенівським районами Чернігівської області, а також із Сумською областю України та Брянською областю Російської Федерації.
Новгород-Сіверський район — транспортний вузол, де перетинаються автомобільні, залізничні та річкові транспортні магістралі. 83 населених пункти.

## Історія
Починаючи із VI століття територію Новгорода-Сіверського району стали заселяти східнослов'янські племена сіверян.
Попередницею сучасного Новгород-Сіверського району було Новгород-Сіверське князівство, створене на з'їзді князів у Любечі 1097 року. На території князівства, що становила понад 160 тисяч км², розташовувалося 300 городищ та понад 40 літописних міст, у тому числі Курськ, Брянськ, Стародуб, Рильськ, Путивль. За часи існування князівства досягли вершини свого розквіту залізоробне, ковальське, гончарне, деревообробне та ювелірне мистецтва.
У 1239 році навала монголо-татарських орд Батия практично стерла з лиця землі Новгород-Сіверського князівства. Знекровлений і запустілий край із 1350 року увійшов до складу Великого литовського князівства, а з 1503 року — до складу Росії. У 1618 році, згідно з Деулінським перемир'ям, Чернігово-Сіверські землі відійшли до Польщі, і пізніше Новгород-Сіверський став центром повіту Чернігівського воєводства.
Після визвольної війни 1648–1654 років землі увійшли до складу новоствореної  — Гетьманщини. З 1649 року Новгород-Сіверський — сотенне місто Ніжинського, а з 1663 року — Стародубського полків. Місто перетворюється в значний культурний центр. У ті часи в Спасо-Преображенському монастирі засновано слов'яно-латинську школу, працювала перша на Лівобережній Україні друкарня, заснована відомим церковним діячем і просвітителем того часу, настоятелем монастиря Лазарем Барановичем. Вона видавала книги церковного і світського змісту, серед них і «Буквар».
1667 року за умовами Андрусівського перемир'я землі Новгород-Сіверщини увійшли до складу Московського царства.
У 1782 році район входив до намісництва, яке включало 11 повітів і дві колишні столиці Гетьманської України — Батурин і Глухів. У 1796 році Новгород-Сіверський набув статусу повітового центру Малоросійської, а з 1802 року — Чернігівської губернії.
У часи Української Народної Республіки Новгород-Сіверщина увійшла до землі Сіверщини з центром у місті Стародуб.
Після більшовицької окупації Новгород-Сіверський район утворений в 1923 році.
Під час Другої світової війни німці вщент спалили село Зелений Гай.
У 1959 р. до Новгород-Сіверського району приєднаний Грем'яцький район.

## Населення
Динаміка чисельності населення району
- 1970 - 59 455
- 1979 - 50 956
- 1989 - 42 735
- 2001 - 36 091
- 2012 - 28 837
- 2015 - 13 757[3]
- 2016 - 13 330

Етномовний склад населених пунктів району (рідна мова населення)
| Адмінодиниця                   | українська | російська | білоруська |
| ------------------------------ | ---------- | --------- | ---------- |
| Новгород-Сіверський район      | 63,9       | 35,9      | 0,1        |
| м. Новгород-Сіверський         | 65,8       | 34,0      | 0,1        |
| Березовогатська сільрада       | 100,0      |           |            |
| Биринська сільрада             | 16,7       | 83,1      | 0,2        |
| Блистівська сільрада           | 99,1       | 0,9       |            |
| Будо-Вороб'ївська сільрада     | 63,3       | 36,8      |            |
| Бучківська сільрада            | 32,5       | 67,5      |            |
| Вороб'ївська сільрада          | 40,9       | 59,2      |            |
| Горбівська сільрада            | 48,6       | 51,3      | 0,1        |
| Грем'яцька сільрада            | 15,8       | 84,2      |            |
| Дігтярівська сільрада          | 94,4       | 5,5       |            |
| Кам'янсько-Слобідська сільрада | 35,9       | 64,0      |            |
| Ковпинська сільрада            | 45,4       | 54,5      |            |
| Команська сільрада             | 31,4       | 68,6      |            |
| Кудлаївська сільрада           | 97,9       | 2,1       |            |
| Ларинівська сільрада           | 98,1       | 1,5       | 0,2        |
| Лісконогівська сільрада        | 68,6       | 31,0      | 0,1        |
| Мамекинська сільрада           | 64,3       | 35,5      | 0,1        |
| Михальчино-Слобідська сільрада | 21,3       | 78,7      |            |
| Об'єднанська сільрада          | 98,2       | 1,5       | 0,3        |
| Орлівська сільрада             | 97,3       | 2,7       |            |
| Печенюгівська сільрада         | 40,5       | 59,4      | 0,1        |
| Попівська сільрада             | 98,3       | 1,7       |            |
| Смяцька сільрада               | 77,2       | 22,8      |            |
| Троїцька сільрада              | 77,1       | 22,9      |            |
| Чайкинська сільрада            | 52,9       | 47,1      |            |
| Шептаківська сільрада          | 65,7       | 34,2      | 0,1        |

## Промисловість
Головними галузями промисловості є легка (льонозавод, ткацька фабрика), харчова (сирзавод, м'ясокомбінат, м'ясо-молочний комплекс), лісова та деревообробна (держлісгосп) та промисловість будівельних матеріалів.
Значні перспективи подальшого розвитку промисловості пов'язані з розробкою потужних покладів крейди в Путивському родовищі та мергелю, цементної сировини на Новгород-Сіверському та Форостовицькому родовищах.

## Сільське господарство
Сільське господарство спеціалізується на вирощуванні зернових, картоплі, льону, виробництві м'яса і молока.

## Адміністративно-територіальний устрій
У березні 1991 року з обліку було зняте село Нова Софіївка, у серпні 1995 року з обліку були зняті селище Комари, села Новопавлівське та Полянське, у грудні 2006 року село Веселе, у січні 2007 року село Андріївка, у квітні 2009 року село Піщанка, к квітні 2010 року село Зелений Гай, у червні 2011 року село Попове, у вересні 2012 року село Ямне, у червні 2013 року село Зоря, у липні 2016 року село Миколаївське.

## Пам'ятки
Неповторності Новгород-Сіверському надають пам'ятки — свідки минулого. Головний собор Спасо-Преображенського монастиря (ХІІ-XVIII ст.), збудований за проектом Дж. Кваренгі, а муровані монастирські стіни з вежами є зразком оборонної архітектури XVII ст. Важко уявити місто без Успенської церкви (кін. XVII-XVIII ст.) унікальної пам'ятки дерев'яного зодчества — Микільської церкви (XVIII ст.), торгових рядів (XVIII ст.), тріумфальної арки (1786–1787), забудови XIX ст.
Українське бароко представлене Покровською церквою (1709–1710) у с. Дігтярівка, а Покровська церква (1902) у с. Ларинівка демонструє так звану «єпархіальну архітектуру».

## Політика
25 травня 2014 року відбулися Президентські вибори України. У межах Новгород-Сіверського району було створено 40 виборчих дільниць. Явка на виборах складала — 67,85% (проголосували 7 943 із 11 706 виборців). Найбільшу кількість голосів отримав Петро Порошенко — 32,48% (2 580 виборців); Юлія Тимошенко — 21,60% (1 716 виборців), Олег Ляшко — 13,65% (1 084 виборців), Сергій Тігіпко — 10,49% (833 виборців). Решта кандидатів набрали меншу кількість голосів. Кількість недійсних або зіпсованих бюлетенів — 2,05%.

## Відомі люди

### Уродженці району
- Ілля Буяльський — хірург і анатом, основоположник топографічної анатомії,
- Леонід Кучма — Президент України,
- Володимир Науменко — філолог, педагог, громадсько-політичний діяч, видавець «Киевской старины»,
- Дмитро Самоквасов — археолог, історик права.
- Балабко Олександр Васильович — публіцист, прозаїк, поет-пісняр